# Lineus iota
Lineus iota är en djurart som tillhör fylumet slemmaskar, och som beskrevs av Louis Joubin 1902. Lineus iota ingår i släktet Lineus och familjen Lineidae. Inga underarter finns listade i Catalogue of Life. Djuret är utbrett över Medelhavet och övrigt europeiskt vatten.